# Quinson
Quinson – miejscowość i gmina we Francji, w regionie Prowansja-Alpy-Lazurowe Wybrzeże, w departamencie Alpy Górnej Prowansji.

## Demografia
Według danych na rok 1990 gminę zamieszkiwały 274 osoby, a gęstość zaludnienia wynosiła 10 osób/km². W styczniu 2015 r. Quinson zamieszkiwało 456 osób, przy gęstości zaludnienia wynoszącej 16,6 osób/km².